# Bachelor Party (film uit 1984)
Bachelor Party is een Amerikaanse komische film uit 1984 onder regie van Neal Israel, met in de hoofdrollen onder meer Tom Hanks en Adrian Zmed.

## Verhaal
Feestbeest Rick (Tom Hanks) besluit eindelijk te gaan trouwen met zijn vriendin Debbie (Tawny Kitaen). Zijn vrienden, die nogal geshockeerd zijn door dit nieuws, besluiten het beste vrijgezellenfeest aller tijden voor hem te organiseren. Ondertussen proberen Debbies ouders, die het aanstaande huwelijk sterk afkeuren, haar ex-vriend Cole (Robert Prescott) te helpen hun dochter terug te krijgen. Onder meer door Coles toedoen lopen zowel Ricks vrijgezellenfeestje als dat van Debbie totaal uit de hand.

## Rolverdeling
| Acteur          | Personage       | Opmerkingen       |
| --------------- | --------------- | ----------------- |
| Tom Hanks       | Rick Gassko     |                   |
| Tawny Kitaen    | Debbie Thompson | Ricks aanstaande  |
| Adrian Zmed     | Jay O'Neill     | vriend van Rick   |
| George Grizzard | Ed Thompson     | Debbies vader     |
| Barbara Stuart  | Mrs. Thompson   | Debbies moeder    |
| Robert Prescott | Cole Whittier   | Debbies ex-vriend |
| Kenneth Kimmins | hotelmanager    |                   |

## Productie
Het idee voor de film ontstond tijdens het vrijgezellenfeestje dat producent Ron Moler samen met anderen organiseerde voor medeproducent Bob Israel.